# 森下果音
森下 果音（もりした かのん、1997年5月26日 - ）は、日本の女優であり、5人組アイドルユニット「カメトレ」の元メンバーである。
かつては株式会社オフィス彩に所属していた。愛知県出身。身長156cm。特技はダンス・新体操。

## 来歴
2017年6月 校庭カメラアクトレスとして活動を開始
2018年8月 舞台『スリーアウト〜プレイボール篇〜』に出演。カメトレのメンバー4人（真田、森下、園田、今城）での共演を果たす。
2020年6月3日、校庭カメラアクトレス改めカメトレが活動を終了。6月4日付けでオフィス彩を退所。

## 人物
- カメトレの初代リーダー、二代目DJを務めた[4][5]。
- 高校2年生の頃から東京にあるお芝居のスクールに毎週通っていた。大学に入学後、1年間は同スクールに通うも、オーディションを受けオフィス彩に入る[4]。
- 親がダンスの先生をしており、その影響で昔からダンスの経験がある[6]。
- イラストを描くことが好きで、ライブのフライヤー、物販のPOP広告を任されることもある[6]。
- フィルムカメラを愛用し、撮影した写真を Instagram 等のSNSで公開している[6]。
- 餃子を愛してやまない。

## 出演

### 映画
- 命が笑っている（2020年）[7]
  - 第22回 長岡インディーズムービーコンペティション 奨励賞受賞
  - 今城沙耶と共演。
- 孤独な夜が明けるまで　#01 阿頼耶識（2025年）[8]
  - 今城沙耶と共演。

### テレビ
- 日経スペシャル カンブリア宮殿 爆速急拡大！「結果にコミット」の全貌ライザップビジネスは本物か？（2018年2月8日、テレビ東京）[9]
  - 再現ドラマに女子高生役として出演。園田あいか、真田真帆と共演。
- ツギクル・リサーチ！ 2nd season（2018年11月28日、BS-TBS）[10][11]
  - 水瀬遥と共にリポーターとして出演。
  - 番組内でカメトレが取り上げられ、2018年9月28日に行われた「ソノダーランド 〜園田あいか生誕祭〜」の模様が一部放送された。

### 舞台
- スリーアウト〜プレイボール篇〜（2018年8月22日 - 8月26日）- 葉月 役[2][12]

### スチール
- 下記のJR東日本ホテルズのウェブサイト及びリーフレットの写真モデルに起用。[13][14]
  - ホテルファミリーオ高畠 / ホテルフォルクローロ花巻東和／ホテルフォルクローロ三陸釜石／ホテルフォルクローロ角館／ホテルフォルクローロ大湊

## 書籍

### 写真集
- Days (2020年2月29日)
  - カメトレの物販にて数量限定販売[15][16]